# Maria Truskolaska Leszczyńska
Maria Leszczyńska z domu Truskolaska herbu Ślepowron (ur. 1830 lub 1831, zm. 30 grudnia 1899 w Posadzie Sanockiej) – polska właścicielka dóbr ziemskich.

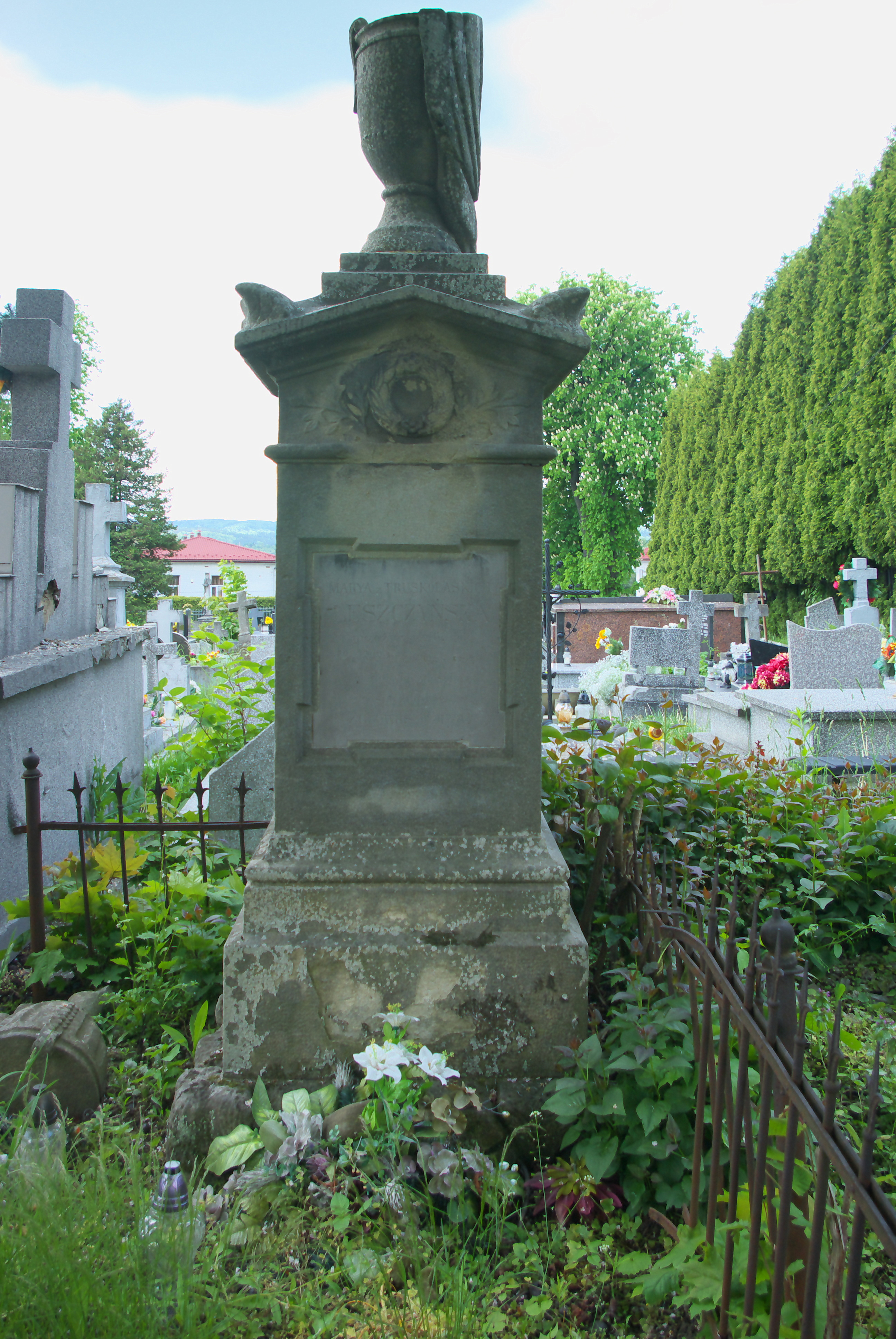
Nagrobek Marii Leszczyńskiej

## Życiorys
Urodziła się w 1830 lub w 1831. Wywodziła się z rodu Truskolaskich herbu Ślepowron. Była córką Stanisława i Joanny z domu Żurowskiej. Miała brata Leonarda (1825-1888). Poślubiła Emila Leszczyńskiego herbu Korczak (1828-1903, dziedzic Polańczyka, Soliny, Łobozwi).
Wraz z mężem w swoim majątku dworskim w Łobozwi organizowała pomoc dla uczestników powstania styczniowego, które wybuchło w 1863. W latach 80. i 90. była właścicielką tabularną Łobozwi (wcześniej należącej formalnie do jej męża).
Zmarła 30 grudnia 1899 w Posadzie Sanockiej w wieku 69 lat. Została pochowana na cmentarzu przy ul. Rymanowskiej w Sanoku 1 stycznia 1900 w pogrzebie pod przewodnictwem sanockiego proboszcza ks. Bronisława Stasickiego.
Synami Emila i Marii Leszczyńskich byli: Bronisław Feliks, Tadeusz Stanisław, Mieczysław Kazimierz (ur. 1866), Stanisław Jacek z Leszna (ur. 1868, od 1904 żonaty z Heleną Janowską, córką Zygmunta; zm. 17 lutego 1906 w wieku 38 lat w wyniku zaczadzenia w Płonnej, gdzie przebywał w związku z pogrzebem swojego kuzyna Włodzimierza Truskolaskiego, .
Szczyt pomnika nagrobnego Marii Leszczyńskiej stanowi naczynie, określane przez opisujących obiekt jako kielich, waza wzgl. urna). Nagrobki Marii i Stanisława Leszczyńskich zostały uznane za obiekty zabytkowe i podlegają ochronie prawnej.